# بییتا دل پارامو
بییتا دل پارامو (به اسپانیایی: Villota del Páramo) یک شهرستان در اسپانیا است که در استان پالنسیا واقع شده‌است.

## خصوصیات
بییتا دل پارامو ۷۸ کیلومترمربع مساحت و ۴۰۹ نفر جمعیت دارد.